# Изгредници (филм)
Изгредници је српски играни филм из 2017. године, који је по сценарију Ђорђа Милосављевића режирао Дејан Зечевић.
Филм је своју светску премијеру имао на Филмском фестивалу у Чикагу 22.  октобра 2017. године, док је премијеру у Србији имао 1. марта 2018. године на ФЕСТ-у.

## Радња
Филм о троје студената, будућих интелектуалаца, потенцијалне елите, који сваким даном расту и прерастају у назадовању своје менторе, отуђене интелектуалце "без зуба".
Радећи на свом експерименту, теорији Тетриса, студенти покушавају да докажу да просторна деструкција, прављење нереда, с временом доводи до социјалне деструкције, до појаве изгреда. Млада тројка не увиђа да им се хаос који изазива за потребе пројекта полако увлачи и у њихове животе. Губе дистанцу, а професор их оставља да се сами суоче са последицама.

## Улоге
| Глумац             | Улога            |
| ------------------ | ---------------- |
| Радован Вујовић    | Александар       |
| Младен Совиљ       | Данијел          |
| Марта Бјелица      | Теодора          |
| Светозар Цветковић | Славко           |
| Борис Исаковић     | Александров отац |
| Александар Ђурица  |                  |
| Предраг Ејдус      | Гинеколог        |
| Милена Ђорђевић    | Новинарка        |
| Миодраг Драгичевић | Статистислав     |
| Бранка Шелић       | Данијелова мајка |
| Мирољуб Лешо       |                  |
| Радован Миљанић    |                  |
| Слободан Тешић     |                  |

## Награде
Филм је 2018. године добио награду за најбољи сценарио на Фестивалу филмског сценарија у Врњачкој Бањи.